# Лисна Боре
Лисна Боре је насеље у општини Улцињ у Црној Гори. Према попису из 2003. било је 179 становника (према попису из 1991. било је 258 становника).

## Демографија
У насељу Лисна Боре живи 135 пунолетних становника, а просечна старост становништва износи 37,5 година (40,9 код мушкараца и 34,5 код жена). У насељу има 45 домаћинстава, а просечан број чланова по домаћинству је 3,98.
Ово насеље је великим делом насељено Албанцима (према попису из 2003. године), а у последња три пописа, примећен је пад у броју становника.
|  |

| Демографија | Демографија | Демографија |
| Година      | Становника  | Становника  |
| ----------- | ----------- | ----------- |
|             |             |             |
|             |             |             |
|             |             |             |
|             |             |             |
| 1948.       | 188         |             |
| 1953.       | 204         |             |
| 1961.       | 249         |             |
| 1971.       | 233         |             |
| 1981.       | 264         |             |
| 1991.       | 258         | 202         |
| 2003.       | 327         | 179         |
|             |             |             |

| Етнички састав према попису из 2003.‍ | Етнички састав према попису из 2003.‍ | Етнички састав према попису из 2003.‍ | Етнички састав према попису из 2003.‍ | Етнички састав према попису из 2003.‍ |
| ------------------------------------ | ------------------------------------ | ------------------------------------ | ------------------------------------ | ------------------------------------ |
|                                      |                                      |                                      |                                      |                                      |
| Албанци                              | Албанци                              |                                      | 177                                  | 98,88%                               |
| непознато                            | непознато                            |                                      | 2                                    | 1,11%                                |

| Година пописа     | 1948. | 1953. | 1961. | 1971. | 1981. | 1991. | 2003. |
| ----------------- | ----- | ----- | ----- | ----- | ----- | ----- | ----- |
| Број домаћинстава | 29    | 29    | 35    | 38    | 54    | 58    | 81    |

| Број чланова      | 1  | 2 | 3 | 4 | 5  | 6  | 7 | 8 | 9 | 10 и више | Просек |
| ----------------- | -- | - | - | - | -- | -- | - | - | - | --------- | ------ |
| Број домаћинстава | 45 | 4 | 6 | 7 | 10 | 10 | 5 | 2 | 1 | 0         | 0      |

| Пол    | Укупно | Неожењен/Неудата | Ожењен/Удата | Удовац/Удовица | Разведен/Разведена | Непознато |
| ------ | ------ | ---------------- | ------------ | -------------- | ------------------ | --------- |
| Мушки  | 73     | 21               | 46           | 4              | 0                  | 2         |
| Женски | 70     | 14               | 44           | 8              | 0                  | 4         |
| УКУПНО | 143    | 35               | 90           | 12             | 0                  | 6         |

| Пол    | Укупно                    | Пољопривреда, лов и шумарство | Рибарство                            | Вађење руде и камена | Прерађивачка индустрија       |
| ------ | ------------------------- | ----------------------------- | ------------------------------------ | -------------------- | ----------------------------- |
| Мушки  | 32                        | 10                            | 0                                    | 0                    | 2                             |
| Женски | 3                         | 0                             | 0                                    | 0                    | 1                             |
| УКУПНО | 35                        | 10                            | 0                                    | 0                    | 3                             |
| Пол    | Производња и снабдевање   | Грађевинарство                | Трговина                             | Хотели и ресторани   | Саобраћај, складиштење и везе |
| Мушки  | 4                         | 2                             | 0                                    | 4                    | 4                             |
| Женски | 0                         | 0                             | 1                                    | 0                    | 0                             |
| УКУПНО | 4                         | 2                             | 1                                    | 4                    | 4                             |
| Пол    | Финансијско посредовање   | Некретнине                    | Државна управа и одбрана             | Образовање           | Здравствени и социјални рад   |
| Мушки  | 0                         | 0                             | 2                                    | 1                    | 0                             |
| Женски | 0                         | 0                             | 1                                    | 0                    | 0                             |
| УКУПНО | 0                         | 0                             | 3                                    | 1                    | 0                             |
| Пол    | Остале услужне активности | Приватна домаћинства          | Екстериторијалне организације и тела | Непознато            | Непознато                     |
| Мушки  | 0                         | 0                             | 0                                    | 3                    | 3                             |
| Женски | 0                         | 0                             | 0                                    | 0                    | 0                             |
| УКУПНО | 0                         | 0                             | 0                                    | 3                    | 3                             |